# Waldemar Heckel
Waldemar Heckel   (Bad Königshofen im Grabfeld, 1949) és un historiador canadenc.
Heckel va néixer a Bad Königshofen, Alemanya, el 1949. Va obtenir el màster el 1973 a la Universitat McMaster de Hamilton, Ontario, i es va doctorar el 1978 a la Universitat de Colúmbia Britànica a Vancouver. La seva dissertació sobre els "mariscals" d'Alexandre el Gran també va constituir la base del seu treball del 1992 sobre aquest tema. Heckel és considerat internacionalment com un investigador d’Alexandre el Gran i ha publicat nombrosos treballs sobre el tema. Altres punts focals de la seva investigació són la història de l'antiga Grècia i la guerra a l'antiga Grècia.
Fins a la seva jubilació a finals del 2013, Heckel va ensenyar com a professor d'història antiga a la Universitat de Calgary.

## Publicacions destacades

### Monografies
- The Conquests of Alexander the Great. Cambridge Univ. Press, 2007.[1]
- Who's Who in the Age of Alexander the Great. Prosopography of Alexander's empire. Blackwell, 2006.[2]
- The Marshals of Alexander's empire. Routledge, 1992; 2nd ed., Alexander’s Marshals: A Study of the Makedonian Aristocracy and the Politics of Military Leadership, 2016.[3]
- The Last Days and Testament of Alexander the Great: A Prosopographic Study. Stuttgart: Steiner, 1988.[4]

### Comentari i traducció
- Livy: The Dawn of the Roman Empire (Books 31-40). Translated by JC Yardley, comment by Waldemar Heckel. Oxford University Press, 2000.[5]
- Justin: Epitome of the Philippic History of Pompeius Trogus. Volume I, Books 11-12: Alexander the Great, 1997; Volume II: Books 13-15: The Successors to Alexander the Great, 2011. Translated by JC Yardley, comment by Waldemar Heckel. Oxford Univ. Press.[6]
- Quintus Curtius Rufus: The History of Alexander. Translated by JC Yardley, with introduction, notes and commentary by Waldemar Heckel. Penguin, 1984; corrected edition 2001 (several reprints).[7]

### Volums editats
- Alexander the Great. A New History. Edited with Lawrence A. Tritle. Wiley-Blackwell, 2009.[8]
- Alexander the Great. Historical Sources in Translation. Edited with John C. Yardley. Blackwell, 2004.[9]
- Crossroads of History: The Age of Alexander. Edited with Lawrence A. Tritle. Regina Books, 2003.[10]
- Ancient Coins of the Graeco-Roman World: The Nickle Numismatic Papers. Edited with Richard Sullivan. Wilfrid Laurier Univ. Press, 1984.[11]